# Личево (Калузька область)
Личево (рос. Лычево) — присілок в Дзержинському районі Калузької області Російської Федерації.
Населення становить 21 особу. Входить до складу муніципального утворення Село Радгосп імені Леніна.

## Історія
Від 2004 року входить до складу муніципального утворення Село Радгосп імені Леніна.

## Населення
| 2002 | 2010 |
| ---- | ---- |
| 3    | ↗21  |